# Régate de la Drina

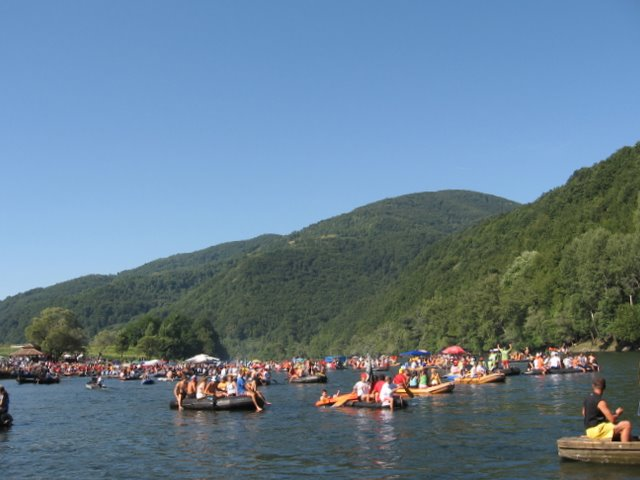
La régate de la Drina, près de Ljubovija

La régate de la Drina (en serbe : Drinska regata et Дринска регата) est une manifestation sportive qui a lieu chaque année en juillet à Ljubovija, en Serbie.
La régate de la Drina a été créée en 2002, à l'initiative du Rafting klub Drinska regata de Ljubovija. 
Depuis 2006, cet événement est devenu particulièrement populaire, participant ainsi au développement du tourisme de plaisance sur la rivière Drina. En 2007, la manifestation a rassemblé un millier d'embarcation et environ 10 000 personnes et, en 2008, environ 16 000 personnes. En 2009, la manifestation aura lieu du 16 au 18 juillet. 